# La Broquerie
La Broquerie est une municipalité rurale du Manitoba, située à 70 km au sud-est de Winnipeg et à 12 km de Steinbach. Elle englobe le village de La Broquerie, qui abrite la plus grande concentration de résidents et de services, ainsi que les villages de Marchand et de Zhoda, en plus de plusieurs zones résidentielles rurales.
La Broquerie est la porte d'entrée pour accéder à la Forêt provinciale de Sandilands.
Elle fut fondée en 1877 par des pionniers originaires du Québec, de France et de Belgique. Le musée Saint Joachim retrace l'historique du village. En 2001, 26 % de la population avaient le français comme langue maternelle. L'école Saint Joachim dispense un enseignement intégral en langue française.
Le groupe de musique alternative francophone Ya Ketchose vient de La Broquerie.

## Histoire
Une série de tableaux interprétatifs, Le sentier historique de La Broquerie, raconte l'histoire de la communauté.
Un livre du centenaire de la Paroisse St-Joachim est publié en 1983. Ce recueil raconte en détail les débuts de la communauté.

## Toponymie
Le nom initial de la municipalité proposé par le gouvernement provincial était Carleton. Les résidents francophones de la région se sont opposés à ce nom. Alphonse A. C. LaRivière, député de l’Assemblée législative du Manitoba, suggère plutôt le nom de famille de l'oncle maternel de Monseigneur Taché, et le nom de La Broquerie est adopté.

## Démographie
| 2001  | 2006  | 2011  | 2016  |
| ----- | ----- | ----- | ----- |
| 2 894 | 3 659 | 5 198 | 6 076 |